# Brasilotyphlus
Brasilotyphlus – rodzaj płazów beznogich z rodziny Siphonopidae.

## Rozmieszczenie geograficzne
Rodzaj obejmuje gatunki występujące w stanach Brazylii: Amazonas, Mato Grosso, Roraima i Pará.

## Systematyka
Rodzaj zdefiniował w 1968 roku amerykański herpetolog Edward Harrison Taylor w publikacji własnego autorstwa o tytule Płazy beznogie świata: przegląd taksonomiczny. Gatunkiem typowym jest (oryginalne oznaczenie) B. braziliensis.

### Etymologia
Brasilotyphlus: łac. Brasilia ‘Brazylia’; gr. τυφλος tuphlos ‘ślepy’.

### Podział systematyczny
Do rodzaju należą następujące gatunki:
- Brasilotyphlus braziliensis (Dunn, 1945)
- Brasilotyphlus dubium[3] Correia, Nunes, Gamble, Maciel, Marques-Souza, Fouquet, Rodrigues & Mott, 2018
- Brasilotyphlus guarantanus Maciel, Mott & Hoogmoed, 2009